# El Osito L’Eliana
Balonmano Mar Sagunto war der Name eines spanischen Vereins im Frauen-Handball aus Sagunto. Der 1963 gegründete und 2013 aufgelöste Verein war der erfolgreichste spanische Frauen-Handballverein.
In seiner Geschichte zwischen 1963 und 2013 trug der in der Valencianischen Gemeinschaft beheimatete Verein die Namen Medina Valencia, Íber Valencia, El Osito L'Eliana, Milar L'Elian, Mar Sagunto, Astroc Sagunto, Balonmano Sagunto, Parc Sagunto, Balonmano Mar Sagunto und zuletzt Valencia Aicequip.

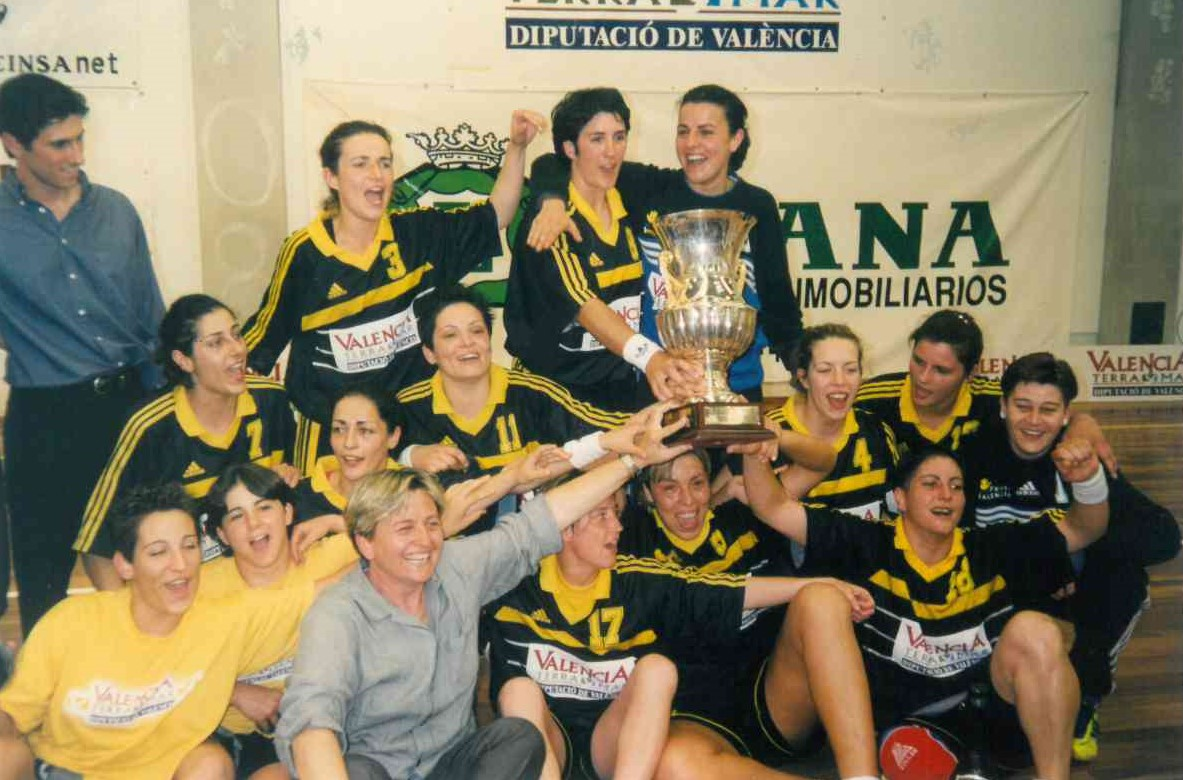
Osito l'Eliana bei der Siegesfeier im Europapokal der Pokalsieger 2000

## Geschichte
Im Jahr 1963 wurde die Mannschaft in Valencia von der Sección Femenina gegründet und erhielt den Namen Medina Valencia. Nachdem die Sección Femenina 1977 aufgelöst wurde, benannte man den Verein um in Íber Valencia. Im Jahr 1994 zog der Verein um nach La Eliana und wurde in El Osito L'Eliana und später in Milar L'Elian umbenannt. Nach dem Umzug nach Sagunto im Jahr 2004 wurde der Verein in Mar Sagunto umbenannt. Ab November desselben Jahres hieß der Verein dann nach dem Hauptsponsor Astroc Sagunto. Als im Jahr 2007 die Firma Astroc aus dem Sponsoring ausstieg trat der Verein zunächst unter dem Namen Balonmano Sagunto an., wurde aber nach dem baldigen Einstieg des Unternehmens Parc umbenannt in Parc Sagunto. Dieses Unternehmen beendet seine Partnerschaft in der Spielzeit 2010/2011, der Verein wurde erneut umbenannt und trat nun als Balonmano Mar Sagunto an. Im Jahr 2012 fusionierte der Verein mit dem Club Esportiu Handbol Marítim und trat als Valencia Aicequip an.
Der Verein gewann 27 Mal die spanische Meisterschaft in der División de Honor femenina de balonmano, 20 Mal den spanischen Pokalwettbewerb Copa de la Reina, sechs Mal die Copa ABF und vier Mal den Supercup.
Auch international war der Verein erfolgreich. Er gewann die EHF Champions League in der Spielzeit 1996/1997; in den Spielzeiten 1997/1998 und 2002/2003 der Champions League wurde das Team jeweils Zweiter. In der Saison 1999/2000 gewann das Team auch den Europapokal der Pokalsieger.

## Spielerinnen
siehe Handballspielerinnen des Vereins